# Xylocopa
Xylocopes · Abeilles charpentières
Tribu
Genre
Les Xylocopes (Xylocopa) ou Abeilles charpentières forment un genre d'insectes hyménoptères de la famille des Apidés. Toutes les espèces d'abeilles de la tribu Xylocopini sont aujourd'hui classées dans ce genre. Cette abeille est très peu agressive envers l'homme.

## Étymologie
L'entomologiste français Pierre-André Latreille décrit le genre Xylocopa en 1802. Ce terme dérive du grec ancien xylokopos/ξυλοκὀπος signifiant « coupeur de bois ».
Le terme « abeille charpentière », comme son appellation scientifique, provient de son comportement de nidification, la quasi-totalité des espèces de ce taxon creusant le bois ou le bambou mort afin d'y entreposer leurs œufs. La principale exception est le sous-genre Proxylocopa dont les espèces creusent des tunnels dans la terre. Cette Abeille est donc plus foreuse que bâtisseuse, son nom de charpentière étant alors quelque peu usurpé. En français, d'autres appellations plus ou moins locales  comme « Abeille perce-bois » et « Perceur de bois » décrivent plus précisément ce comportement. Est également utilisée la traduction littérale du nom scientifique « Abeille xylocope » ou « Xylocope ». Par analogie avec les Bourdons et leur vol lourd, ce genre est parfois nommé « Bourdon noir » ou « Bourdon bleu », mais cette terminologie est à éviter car Xylocopa et Bombus sont des Abeilles très différentes, tant par leur morphologie que par leur comportement.

## Écologie

### Alimentation
En visitant les fleurs, les Abeilles charpentières agissent souvent comme des « voleuses de nectar ». Elles peuvent percer les tubes floraux avec leurs mandibules et leur puissant proboscis leur permet d'aspirer le nectar par ce biais. Cependant, sur les Fabacées à grandes fleurs comme celles de Glycines et de Gesses, elles utilisent l’accès classique et agissent ainsi comme pollinisatrices. Les espèces rencontrées en Europe butinent le nectar de diverses plantes (polylectisme), mais ont une préférence pour les Fabacées et les Labiées. En Amérique du Nord, elles affectionnent particulièrement les Fabacées et les Sauges ; Passiflora incarnata et le genre Orphium sont pollinisés uniquement par certains Xylocopes. Lors de la récolte du pollen, elles le transportent avec les scopae de leurs pattes postérieures, mais surtout dans leur jabot social. Munies d'un peigne sur leurs maxilles, elles collectent et avalent le pollen présents sur les poils de leurs pattes antérieures.
Quelques espèces d'Abeilles charpentières eurasiatiques ont une poche à l'intérieur du premier tergite de leur métasome appelée « acarinarium » où certains acariens du genre Dinogamasus résident en commensalité. La nature exacte de leur relation n’est pas entièrement comprise, même si chez d’autres abeilles également porteuses d’acariens, elles sont bénéfiques, car ils se nourrissent soit de champignons dans le nid, soit d’autres acariens nuisibles.

### Nidification

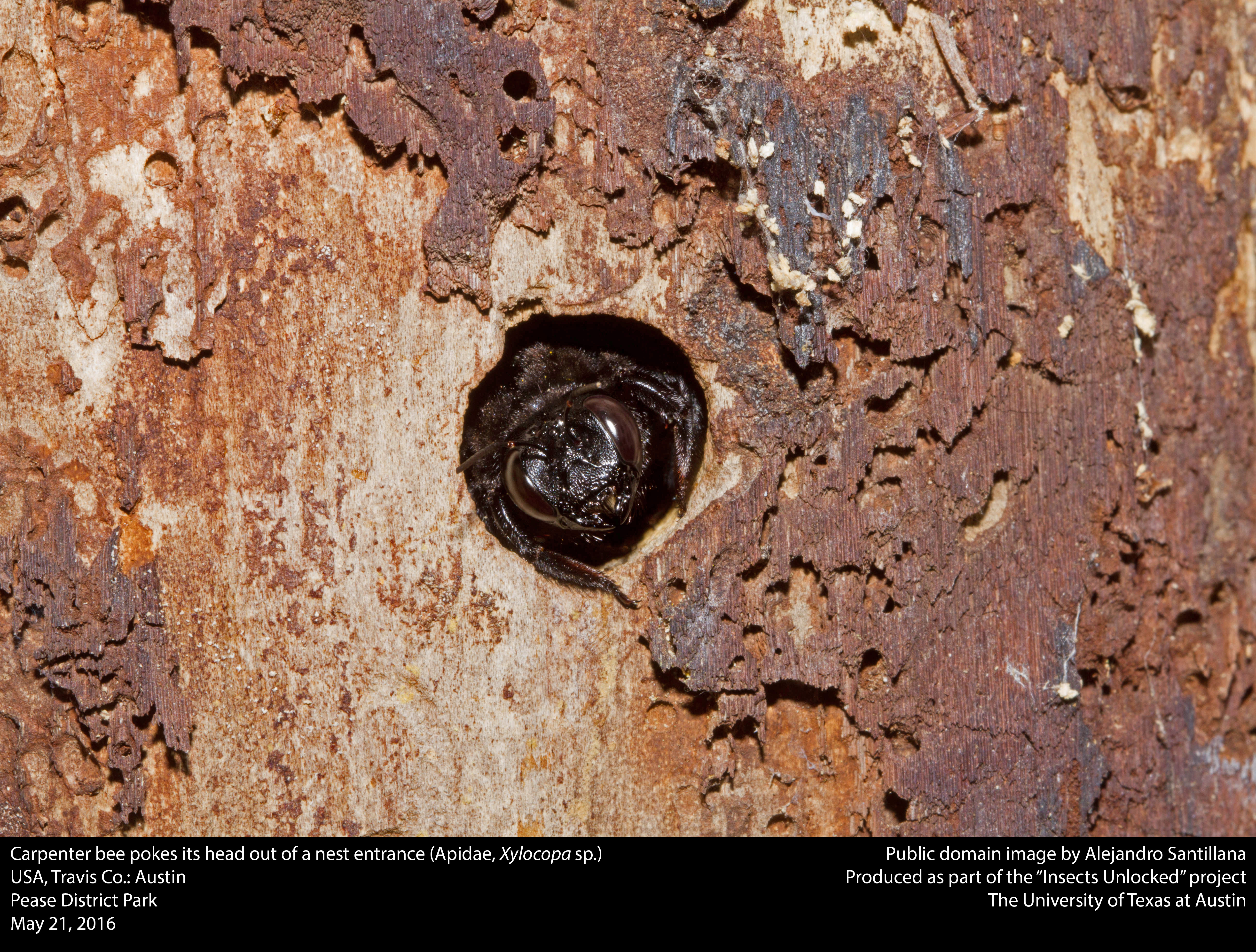
Entrée de nid (Austin, Texas)

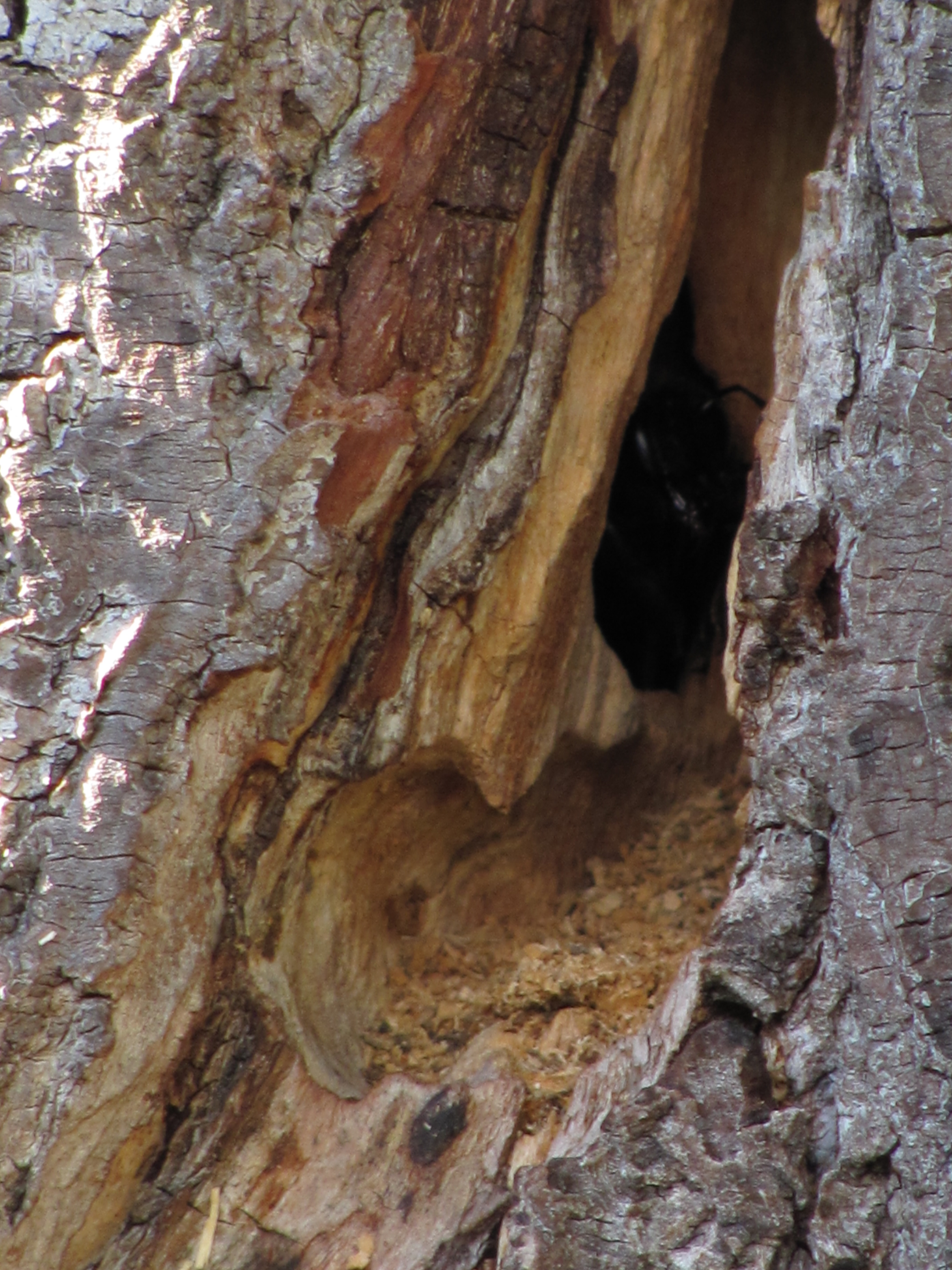
Entrée de nid dans le tronc mort d'un Saule pleureur (Radebeul, Allemagne)

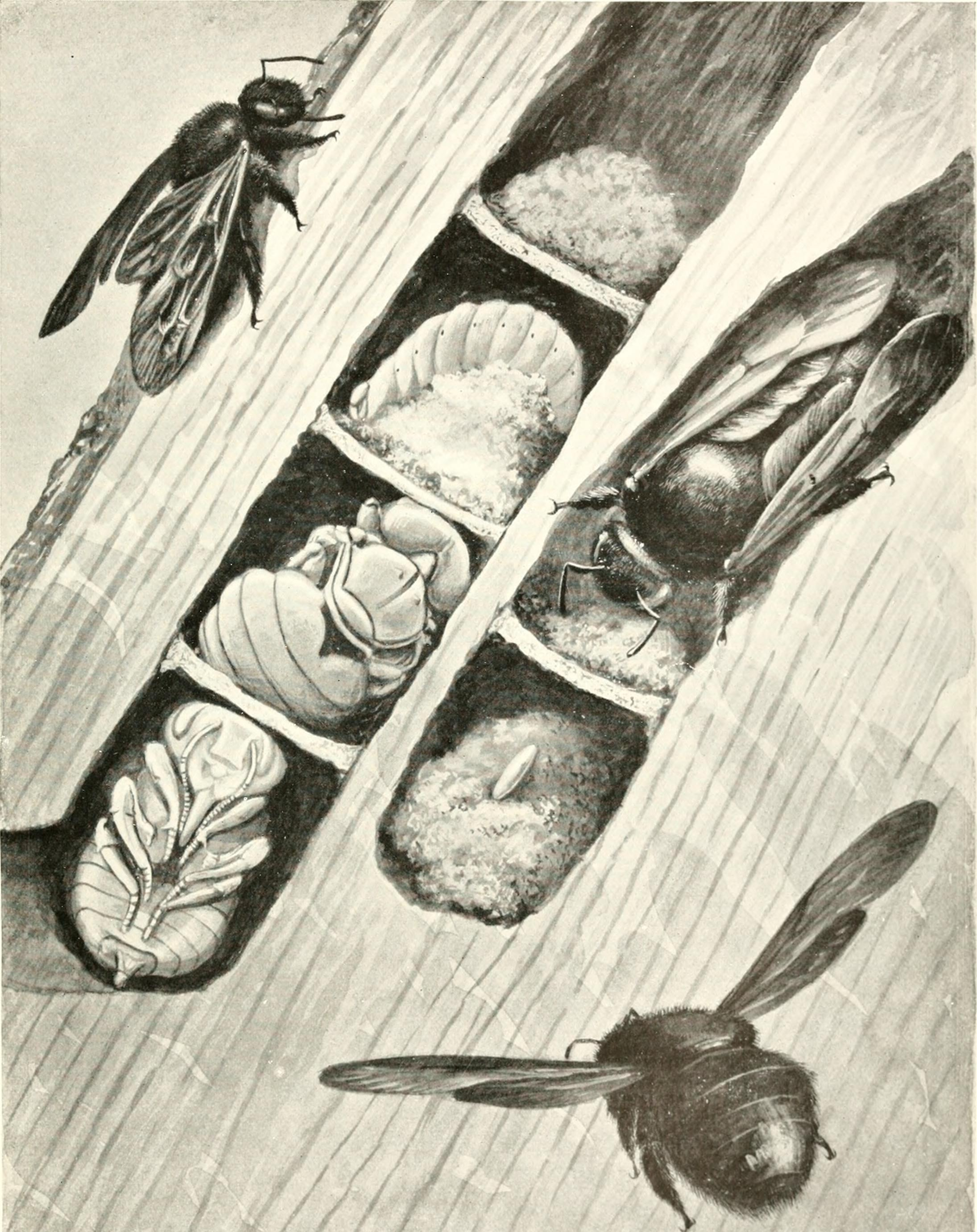
Loges et larves de Xylocopa violacea dans du bois (vu en coupe).

Les Abeilles charpentières, construisent leurs propres sites de nidification dans du bois mort, des tiges sèches de fort diamètre comme celle des bambous, qu’elles grignotent avec leurs fortes mandibules. Elles peuvent également creuser une galerie dans des poteaux de bois ou des charpentes rendus préalablement friables par des pourritures provoquées par des champignons. Chaque espèce peut montrer des adaptations ou des préférences définies pour des plantes particulières. Seules les espèces du sous-genre Proxylocopa creusent des tunnels dans la terre. Un seul trou est généralement percé, menant à une galerie principale d'où peuvent se déployer des galeries secondaires parallèles. Ce trou d'entrée est parfaitement circulaire avec un diamètre de la taille de l'espèce concernée (environ 16 mm pour les espèces européennes). Ces abeilles sont lignicoles mais pas xylophages : elles rejettent les copeaux à l'extérieur du nid, le petit tas formé étant souvent plus visible que le trou d'entrée en lui-même. Des cellules individuelles de couvain sont alignées les unes derrière les autres, séparées par des cloisons en bois mâché recouvertes d'une sécrétion imperméable. Un mélange de pollen, de sécrétions glandulaires et de nectar sous forme de pain d'abeille constitue la provision pour la couvée et est entreposé le long de la paroi cellulaire. L’œuf est déposé sur ce pain d'abeille, la femelle se coinçant entre les provisions et la paroi cellulaire lors de la ponte. L'œuf est relativement gros par rapport à la taille de la femelle et en ce sens, représente un record chez les insectes. Lorsque le site de nidification est terminé, seules les galeries secondaires sont fermées, mais pas l'entrée principale. Les femelles ne détruisent jamais les partitions pour accéder aux stades immatures. Un tunnel est tout d'abord creusé perpendiculairement au bois sur environ 5 cm de profondeur, puis tourne dans le sens de la fibre à angle droit sur une longueur de 10 à 15 cm. Si plusieurs abeilles utilisent un nid, il peut atteindre 3 m de long. Si la zone de nidification n'est pas détectée pendant plusieurs années, les Abeilles charpentières peuvent causer des dommages substantiels au bois de certains bâtiments. 
Après un mois et demi à deux mois, la nymphose a lieu sans formation de cocon. La prochaine génération d'imago se produit très rapidement. Sous les latitudes tempérées, il n'y a qu'une seule génération. Les Abeilles charpentières volent pendant la majeure partie de la saison estivale et passent l'hiver, seules ou en petits groupes, dans des fissures, des terriers ou leurs nids.

### Accouplement
L'accouplement a lieu après l'hibernation, au printemps. Deux types d'accouplement semblent être courants chez les Abeilles charpentières. Les espèces chez lesquelles les mâles ont de grands yeux sont caractérisées par un système d’accouplement dans lequel les mâles recherchent des femelles en patrouillant ou en étant postés ; les femelles étant ensuite poursuivies et fécondées par le plus rapide. Ce comportement est plutôt territorial, les mâles étant agressifs les uns envers les autres. Dans le second système d’accouplement, les mâles ont souvent une très petite tête et un réservoir glandulaire hypertrophié dans le mésosome qui libère des phéromones dans le courant aérien pendant leur vol actif ou stationnaire. Ces phéromones annoncent la présence du mâle aux femelles.

### Comportement social
Les femelles ont une durée de vie relativement longue et peuvent cohabiter avec leur descendance devenue adulte. Plusieurs espèces africaines et brésiliennes semblent avoir des interactions minimes entre adultes de générations successives. 
Chez Xylocopa pubescens, une Abeille charpentière africaine, une seule femelle occupe le nid au printemps et élève plusieurs larves. Jusqu'à la maturation de sa progéniture, la mère est solitaire. Après l’émergence des jeunes, ils l'empêchent de retourner dans son nid jusqu'à ce qu'ils aient été nourris. La mère construit et met en place de nouvelles cellules ; ses fils quittent le nid après deux ou trois semaines mais certaines filles restent et une (ou plusieurs) remplit les fonctions de gardienne, elles semblent se faire concurrence pour cette position. La garde semble être importante et la colonie mère-fille pourrait être qualifiée temporairement d'eusociale, ou du moins les filles pourraient être nommées ouvrières temporaires. Il semble cependant plus approprié de parler d'abeille active (mère) et d'abeille inactive (fille). Ces dernières diffèrent des ouvrières des colonies eusociales ordinaires en ce qu’elles ne sont pas des ouvrières à long terme, elles ne cherchent pas de nourriture avant de s'accoupler et d'établir leur propre nid ou de réutiliser celui de leur mère. Les jeunes femelles nettoient également le nid et lèchent les parois des cellules. De telles activités semblent toutefois être une préparation à leur propre reproduction plutôt qu'une aide. Certains des nids des filles, au lieu d'être indépendants, sont adjacents au nid de la mère. La surveillance est alors partagée par les occupantes et se trouve à l'entrée commune plutôt qu'aux entrées secondaires. X. pubescens peut également montrer des comportements solitaires.
Chez X. sulcatipes, une Abeille charpentière africaine, lorsqu'au printemps, une femelle entre en activité, elle partage son nectar avec ses compagnons et dépose du pollen à l’arrière du nid où il sera bientôt consommé. Des interactions agressives entre le butin et les autres membres peuvent entraîner le départ de l'abeille active. Une fois les mâles partis et qu'il ne reste plus que deux femelles, la consommation de pollen devient inférieure à la quantité collectée et une larve peut être alimentée par une femelle active. L'agressivité peut s'atténuer, auquel cas une colonie à deux abeilles existe avec une abeille active et une gardienne inactive. Parfois, l'abeille inactive peut être éjectée du nid. 
Chez X. virginica, une Abeille charpentière nord-américaine, il n'y a qu'une seule période de reproduction par an. Au printemps, une fois les mâles partis, la plupart des nids ne contiennent que deux femelles adultes. L'une féconde, qui a survécu aux deux hivers précédents ; l’autre, non féconde et n’ayant survécu qu’un hiver. La femelle la plus âgée est active ; elle se nourrit, fabrique et alimente des cellules et pond des œufs. L'abeille plus jeune, inactive, ne quitte que rarement le nid et est alimentée par la première ; elle agit comme gardienne quand l'abeille plus âgée est absente. L'abeille active meurt après la saison de nidification. Une fois fécondée, la jeune inactive reste avec les adultes juvéniles durant l'hiver et deviendra active à son tour le printemps suivant.
Il existe également d'autres exemples moins courant de colonies quasisociales (deux femelles, toutes deux actives). Ces comportements sociaux n'ont pas été démontrés chez les espèces européennes. En Europe, seules quelques genres d'Abeilles solitaires comme Halictus, Lasioglossum et Ceratina semblent également avoir cette capacité. Les espèces ayant un comportement solitaire ont tout de même tendance à être grégaires et créent des nids en bourgades.

## Classification

### Taxonomie
Le genre Xylocopa a été créé en 1802 par l'entomologiste français Pierre-André Latreille (1762-1833) pour distinguer les « apiaires perce-bois » qui étaient auparavant classées dans le genre Apis, notamment par Linné. L'espèce type est Xylocopa violacea (Linnaeus, 1758). Ce genre est éponyme de la tribu Xylocopini ainsi que de la sous-famille Xylocopinae.

On distingue aujourd'hui plus de 30 sous-genres pour classer plus précisément ces abeilles dont on a décrit plus de 480 espèces. Aucun sous-genre n'est présent à la fois dans l'hémisphère oriental et occidental, à l'exception de Neoxylocopa, introduit par le commerce depuis l'hémisphère occidental jusqu'à certaines îles du Pacifique situées dans l'hémisphère oriental.

Les espèces qui étaient, dans d'anciennes classifications, placées à part dans les anciens genres Lestis Lepeletier & Serville, 1828 et Proxylocopa Hedicke, 1938 (aujourd'hui sous-genres) au sein de la tribu Xylocopini ont été incluses dans le genre Xylocopa à la suite d'analyses cladistiques. Xylocopa est donc aujourd'hui le seul genre classé dans la tribu Xylocopini.

### Espèces européennes
Liste des espèces européennes selon Fauna Europaea:
- Xylocopa amedaei Lepeletier, 1841 (Espagne)
- Xylocopa cantabrita Lepeletier, 1841 - Xylocope brun (France, Espagne, Portugal et Maroc)
- Xylocopa gracilis Dusmet & Alonso, 1923 (Espagne)
- Xylocopa iris (Christ, 1791) - Xylocope irisé (Europe méditerranéenne)
- Xylocopa olivieri Lepeletier, 1841 (Espagne et Grèce, Est-paléarctique)
- Xylocopa uclesiensis Perez, 1901 (Espagne)
- Xylocopa valga Gerstaecker, 1872 - Xylocope panard
- Xylocopa violacea (Linnaeus, 1758) - Xylocope violet (espèce type)

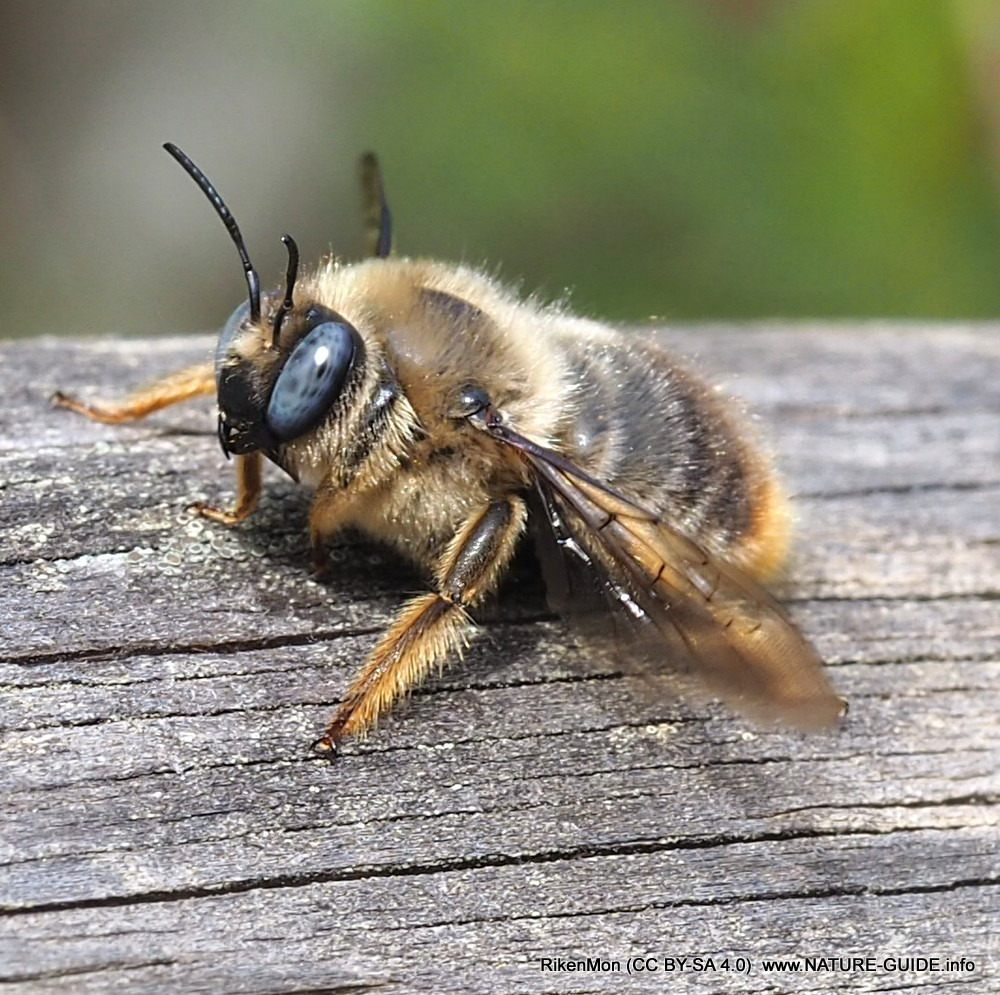
Xylocope brun (Xylocopa cantabrita)
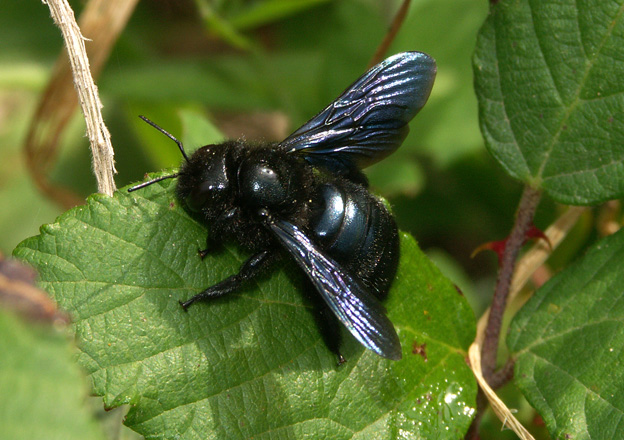
Xylocope irisé (Xylocopa iris)
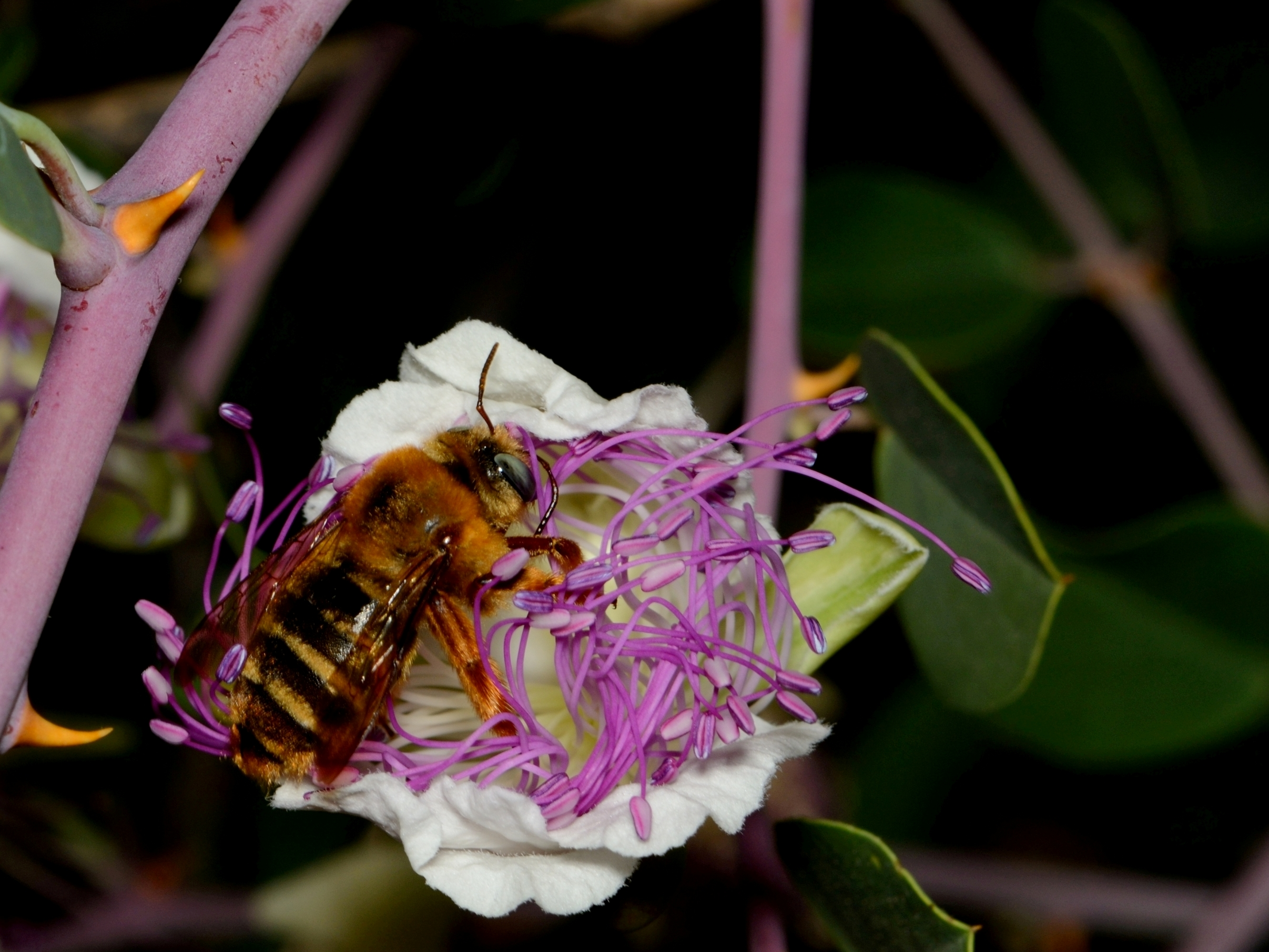
Xylocopa olivieri
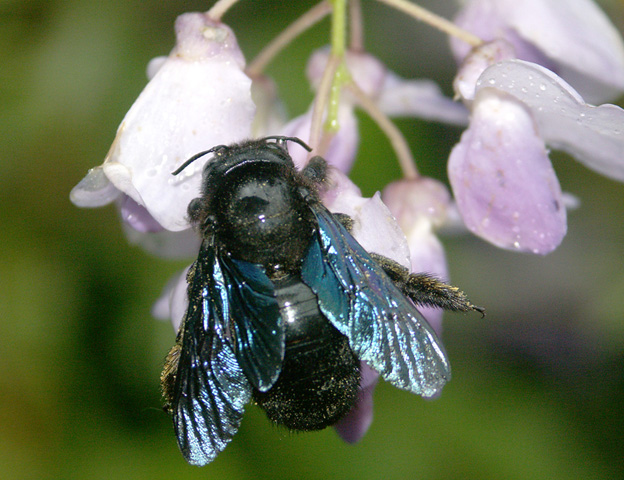
Xylocope panard (Xylocopa valga)
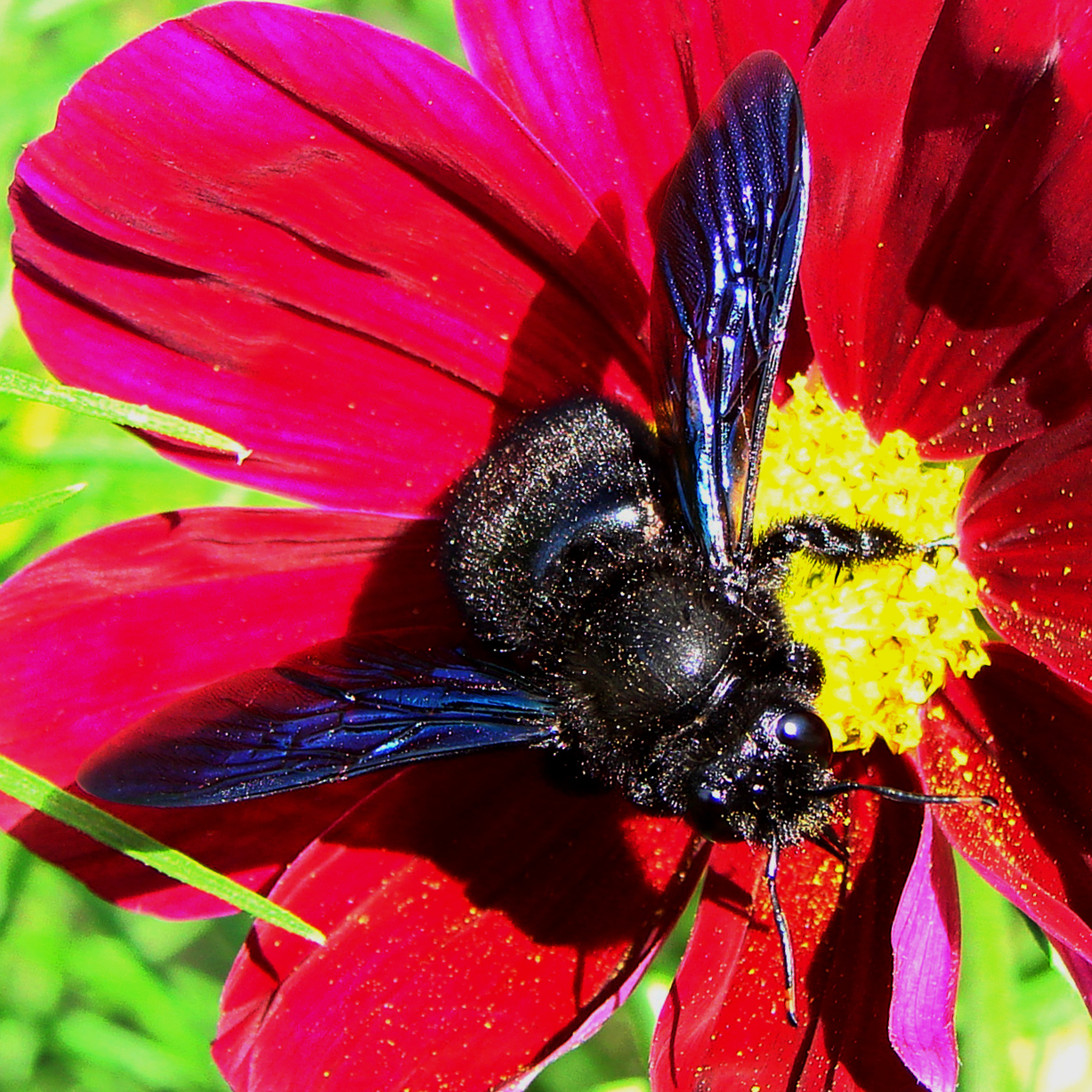
Xylocope violet (Xylocopa violacea)

### Autres espèces notables
- Xylocopa abbotti (Cockerell, 1909).
- Xylocopa acutipennis Smith, 1854.
- Xylocopa aeratus (Smith, 1851) - abeille charpentière vert doré - Australie
- Xylocopa aestuans (Linnaeus, 1758).
- Xylocopa assimilis Ritsema, 1880.
- Xylocopa auripennis Lepeletier, 1841
- Xylocopa basalis Smith, 1854.
- Xylocopa bryorum (Fabricius, 1775).
- Xylocopa coeruleus (Fabricius, 1804).
- Xylocopa confusa Pérez, 1901 - synonyme de Xylocopa aestuans - sud-est de l'Asie
- Xylocopa cyanescens Brullé, 1832.
- Xylocopa darwini Cockerell, 1926
- Xylocopa fenestrata (Fabricius, 1798).
- Xylocopa flavicollis (DeGeer, 1778).
- Xylocopa flavonigrescens Smith, 1854.
- Xylocopa hafizii Ma, 1938.
- Xylocopa minor Maidl, 1912.
- Xylocopa nasalis Westwood, 1838
- Xylocopa provida Smith, 1864.
- Xylocopa punctigena Ma, 1938.
- Xylocopa ranquebarorum Swederus, 1787
- Xylocopa ruficornis Fabricius, 1804.
- Xylocopa separata Perez, 1901.
- Xylocopa virginica (Linnaeus, 1771) - abeille charpentière orientale - est des États-Unis et Canada

### Espèces fossiles
Liste des espèces fossiles selon Paleobiology Database :
- Xylocopa atavus
- Xylocopa celineae
- Xylocopa diatoma
- Xylocopa friesei
- Xylocopa gabrielae
- Xylocopa hydrobiae
- Xylocopa jurinei
- Xylocopa obata
- Xylocopa senilis
- Xylocopa veta

## Représentation artistique
L'abeille charpentière est représentée dans les enluminures des Grandes Heures d'Anne de Bretagne, au début du XVIe siècle.